# Cultura Bug-Nistru
Cultura Bug–Nistru a fost o cultură arheologică neolitică din mileniul al VI-lea î.Hr.. Este cunoscută pentru un grup de mici așezări situate în apropierea orașului Soroca și a împrejurimilor sale din Republica Moldova și Ucraina adiacente cursurilor fluviilor Nistru și Bugul de Sud.
A evoluat de la o cultură mezolitică locală. În faza timpurie (mijlocul secolului VII-lea î.Hr.) cultura nu era familiarizată cu ceramica și agricultura, trăind din vânătoarea de zimbri, cerbi și mistreți și pescuind babușcă, știucă sau anghilă. În jurul anului 5800 î.Hr. a început să producă ceramică originală umplută cu scoici zdrobite, realizând în cea mai mare parte ulcioare cu fund plat sau ascuțit, decorate cu ornamente formate din linii ondulate. Ulterior a intrat sub influența culturii Starčevo-Criș, care a dus la o schimbare bruscă în natura ceramicii și în loc de ierburi sălbatice s-a început să se graveze grâu și alac.
După 5500 î.Hr. legătura cu cultura Starčevo-Criș a fost pierdută ca urmare a invaziei culturii ceramicii liniare, care, probabil, a pătruns din susul Nistrului și a devastat întreaga regiune. Casele de piatră din localitate au dispărut, populația a început să trăiască în case lungi și a intrat în folosință ceramica liniară. Ulterior, versiunea locală a culturii ceramicii liniare a evoluat în cultura Cucuteni. Rămășițe ale populației au migrat în zona culturii Nipru–Doneț, unde a jucat un rol în crearea culturii Srednii Stog.